# Aldo Marelli
Aldo Marelli (Busto Arsizio, 17 aprile 1919 – 8 giugno 2010) è stato un calciatore italiano, di ruolo centrocampista.

## Carriera
Giocò due anni in Serie A con le maglie di Juventus e Pro Patria.